# Lechriodus aganoposis
Lechriodus aganoposis är en groddjursart som beskrevs av Richard G. Zweifel 1972. Lechriodus aganoposis ingår i släktet Lechriodus och familjen Limnodynastidae. IUCN kategoriserar arten globalt som livskraftig. Inga underarter finns listade i Catalogue of Life.